# Elecciones estatales extraordinarias de Colima de 2016
Las Elecciones estatales extraordinarias de Colima de 2016 se celebrarán el domingo 17 de enero del año indicado, como consecuencia de la anulación de la elección de Gobernador del estado celebrada el 7 de junio de 2015; y en ella será electo:
- Gobernador de Colima. Titular del Poder Ejecutivo del estado, electo para un periodo de extraordinario de cinco años y meses, sujeto a declaración del Congreso;[1] no reelegibles en ningún caso. El candidato extraordinario electo fue José Ignacio Peralta Sánchez.

## Candidatos a gobernador
|  | 39.53 % |

|  | 43.23 % |

|  | 1.87 % |

|  | 12.09 % |

|  | 0.81 % |

|  | 0.44 % |

|  | 0.03 % |

|  | 1.96 % |

|  | 100.00 % |